# Luther Rackley
Luther Rackley jr. (Bainbridge, Georgia, 11 de junio de 1946-Harlem, Nueva York, 19 de noviembre de 2017) fue un jugador de baloncesto estadounidense que disputó cuatro temporadas en la NBA, una más en la ABA, acabando su carrera en la EBA. Con 2,08 metros de estatura, jugaba en la posición de pívot.

## Trayectoria deportiva

### Universidad
Jugó durante tres temporadas con los Musketeers de la Universidad de Xavier, en las que promedió 15,4 puntos y 12,7 rebotes por partido. Problemas académicos le impidieron jugar casi toda su temporada júnior, pero a pesar de ello acabó como segundo mejor reboteador histórico de los Musketeers.

### Profesional
Fue elegido en la trigésimo séptima posición del Draft de la NBA de 1969 por Cincinnati Royals, y también por los Pittsburgh Pipers en el draft de la ABA, fichando finalmente por los Royals. Allí jugó una temporada en la que promedió 7,6 puntos y 5,7 rebotes por partido.
Al año siguiente fue incluido en el Draft de Expansión que se celebró por la llegada de nuevos equipos a la liga, siendo elegido por los Cleveland Cavaliers, donde jugó una temporada como suplente de Walt Wesley, promediando 7,6 puntos y 5,3 rebotes por partido. Nada más comenzada la temporada 1971-72 fue traspasado a los New York Knicks a cambio de una futura ronda del draft. En los Knicks fue una de las últimas opciones para su entrenador, Red Holzman, promediando 3,8 puntos y 3,0 rebotes por partido, y llegando a disputar las Finales, en las que cayeron ante Los Angeles Lakers.
Fue despedido al comienzo de la temporada siguiente, fichando entonces por los Memphis Tams de la ABA, donde jugó una temporada en la que promedió 7,3 puntos y 5,0 rebotes por encuentro. En 1973 fichó como agente libre por los Philadelphia 76ers, pero fue despedido tras 9 partidos. Acabó su carrera jugando en la EBA.

## Estadísticas de su carrera en la NBA y la ABA

### Temporada regular
| Temporada | Edad | Equipo              | Liga  | P   | TIT | MIN  | TC  | TCA | %TC  | 3P  | 3PA | %3P  | TL  | TLA | %TL  | R.OF. | R.DEF. | REB | ASIS | ROB | TAP | PER | FP  | PTS |
| 1969-70   | 23   | Cincinnati Royals   | NBA   | 66  |     | 19.0 | 2.9 | 6.4 | .449 |     |     |      | 1.9 | 3.0 | .636 |       |        | 5.7 | 0.8  |     |     |     | 3.1 | 7.6 |
| 1970-71   | 24   | Cleveland Cavaliers | NBA   | 74  |     | 19.4 | 3.0 | 6.4 | .466 |     |     |      | 1.6 | 2.6 | .637 |       |        | 5.3 | 0.9  |     |     |     | 2.5 | 7.6 |
| 1971-72   | 25   | TOTAL               | NBA   | 71  |     | 9.6  | 1.5 | 3.4 | .429 |     |     |      | 0.7 | 1.2 | .568 |       |        | 2.9 | 0.3  |     |     |     | 1.5 | 3.6 |
| 1971-72   | 25   | Cleveland Cavaliers | NBA   | 9   |     | 7.2  | 1.2 | 2.8 | .440 |     |     |      | 0.1 | 0.4 | .250 |       |        | 2.3 | 0.3  |     |     |     | 0.3 | 2.6 |
| 1971-72   | 25   | New York Knicks     | NBA   | 62  |     | 10.0 | 1.5 | 3.5 | .428 |     |     |      | 0.8 | 1.4 | .583 |       |        | 3.0 | 0.3  |     |     |     | 1.7 | 3.8 |
| 1972-73   | 26   | TOTAL               | TOTAL | 58  |     | 15.4 | 2.9 | 5.9 | .494 | 0.0 | 0.0 | .000 | 1.3 | 2.1 | .650 | 1.6   | 3.4    | 5.0 | 0.6  |     |     | 0.9 | 2.3 | 7.2 |
| 1972-73   | 26   | New York Knicks     | NBA   | 1   |     | 2.0  | 0.0 | 0.0 |      |     |     |      | 0.0 | 0.0 |      |       |        | 1.0 | 0.0  |     |     |     | 2.0 | 0.0 |
| 1972-73   | 26   | Memphis Tams        | ABA   | 57  |     | 15.7 | 3.0 | 6.0 | .494 | 0.0 | 0.0 | .000 | 1.4 | 2.1 | .650 | 1.6   | 3.5    | 5.0 | 0.6  |     |     | 0.9 | 2.3 | 7.3 |
| 1973-74   | 27   | Philadelphia 76ers  | NBA   | 9   |     | 7.6  | 0.6 | 1.4 | .385 |     |     |      | 0.9 | 1.2 | .727 | 0.6   | 1.9    | 2.4 | 0.0  | 0.3 | 0.4 |     | 1.2 | 2.0 |
| Total     |      |                     | TOTAL | 278 |     | 15.6 | 2.5 | 5.4 | .461 | 0.0 | 0.0 | .000 | 1.4 | 2.2 | .631 | 1.4   | 3.2    | 4.6 | 0.6  | 0.3 | 0.4 | 0.9 | 2.3 | 6.3 |
|           |      |                     | NBA   | 221 |     | 15.6 | 2.3 | 5.2 | .451 |     |     |      | 1.4 | 2.2 | .626 | 0.6   | 1.9    | 4.5 | 0.6  | 0.3 | 0.4 |     | 2.3 | 6.0 |
|           |      |                     | ABA   | 57  |     | 15.7 | 3.0 | 6.0 | .494 | 0.0 | 0.0 | .000 | 1.4 | 2.1 | .650 | 1.6   | 3.5    | 5.0 | 0.6  |     |     | 0.9 | 2.3 | 7.3 |

### Playoffs
| Temporada | Edad | Equipo          | Liga | P  | MIN | TCA | TC | 3PA | 3P | TLA | TL | R.OF. | REB | ASIS | ROB | TAP | PER | FP | PTS | %TC  | %3P | %FT   | MIN | PTS | REB | AST |
| 1971-72   | 25   | New York Knicks | NBA  | 11 | 29  | 2   | 14 |     |    | 4   | 4  |       | 7   | 1    |     |     |     | 7  | 8   | .143 |     | 1.000 | 2.6 | 0.7 | 0.6 | 0.1 |
| Total     |      |                 | NBA  | 11 | 29  | 2   | 14 |     |    | 4   | 4  |       | 7   | 1    |     |     |     | 7  | 8   | .143 |     | 1.000 | 2.6 | 0.7 | 0.6 | 0.1 |

## Vida posterior
Tras retirarse, apareció en dos películas, The Last Dinosaur y The Fish That Saved Pittsburgh, traducida en España como Basket music. Baloncesto y música, en la que también aparecían jugadores como Julius Erving, Meadowlark Lemon o Kareem Abdul-Jabbar.